# Boophis blommersae
Boophis blommersae Glaw & Vences, 1994 è una rana della famiglia Mantellidae, endemica del Madagascar.

## Distribuzione e habitat
Questa specie è endemica del Madagascar settentrionale. La sua presenza è documentata nel parco nazionale della Montagna d'Ambra,e più a sud, nella riserva naturale integrale dello Tsaratanana, ad altitudini comprese tra 500 e 900 m  s.l.m..